# Franz Leitgeb
Franz Leitgeb (* 21. Juli 1960 in Feldbach) ist ein österreichischer Offizier, zuletzt Generalleutnant des Bundesheeres. Er war zuletzt Leiter der österreichischen Militärvertretung in Brüssel.

## Leben
Nach Matura sowie der Offiziersausbildung an der Theresianischen Militärakademie war Franz Leitgeb in verschiedenen Kommandanten- und Stabsfunktionen beim Jagdpanzerbataillon 1 in der Bechtolsheim-Kaserne in Wiener Neustadt eingesetzt, bevor er von 1988 bis 1991 an der Landesverteidigungsakademie den 12. Generalstabskurs absolvierte.
Leitgeb wurde im Logistikbereich auf Korps-Ebene und als Stabschef der 9. Panzergrenadierbrigade in Götzendorf an der Leitha eingesetzt. Auslandseinsatzerfahrungen machte er in Zypern.
Von 1999 bis 2001 war er internationaler Stabsoffizier beim Allied Command Transformation in Norfolk, Virginia und absolvierte 2008 das Royal College of Defence Studies in London.
Leitgeb war stellvertretender Leiter der  Abteilung Militärpolitik und von 2002 bis 2004 Kommandant des Zentrums Einsatzvorbereitung. Bei der Bundesheerumstrukturierung war er  verantwortlich für den Bereich Streitkräftegliederung, Dislozierung und zentrale Realisierungsplanung. Leitgeb war als Brigadier seit 2008 Leiter der Gruppe Strukturen und Organisation Bundesministerium für Landesverteidigung und Sport.
Minister Gerald Klug bestellte ihn in der Nachfolge von Generalleutnant Dietmar Franzisci am 3. Juli 2013 zum Leiter der Sektion II (Planung) im Bundesministerium für Landesverteidigung und Sport und beförderte ihn zum Generalleutnant.
Vom Jänner 2018 bis März 2023 war er Leiter der österreichischen Militärvertretung in Brüssel und ist danach in den Ruhestand getreten.

## Sonstiges
Leitgeb ist verheiratet und hat zwei Kinder.

## Auszeichnungen und Ehrenzeichen (Auszug)
- 2007: Großes Ehrenzeichen für Verdienste um die Republik Österreich[1]
- 2022: Großes silbernes Ehrenzeichen für Verdienste um die Republik Österreich